# Lil' Flip
Lil' Flip, pseudonimo di Wesley Eric Weston Jr. (Houston, 3 marzo 1981), è un rapper, attore e produttore discografico statunitense.
È noto anche come Leprechaun (in riferimento al suo primo album), Fliperaci, Flip Gates, The #1 Fly Boy e The Freestyle King: questo per la sua grande abilità di freestyler, nonostante egli abbia un flow molto lento. È salito alla ribalta, soprattutto oltreoceano, grazie alla sua hit Sunshine. È conosciuto inoltre per i più che frequenti cambi di stile vocale nei suoi brani, per aver pubblicato un elevatissimo numero di mixtape e per aver fatto oltre 100 apparizioni negli album di altri artisti, non solo south ma anche underground.
Lil' Flip è un membro della Screwed Up Click, il noto e largo collettivo di rapper di Houston creato nei primi anni novanta da DJ Screw; è inoltre il fondatore della Clover G Records.

## Biografia

### Gli inizi e "The Leprechaun" (2000)
Nato e cresciuto a Houston (Texas) nella comunità di Cloverland, situata nell'area meridionale della città, il giovane Eric viene essenzialmente scoperto da DJ Screw (figura quasi leggendaria dell'hip hop di Houston. È lui stesso a dargli il nominativo "The Freestyle King"), che nota in lui non indifferenti doti di freestyler e lo ospita in alcuni dei suoi innumerevoli mixtape. Prima che questi muoia nel 2000 per un attacco cardiaco, il rapper entra a far parte della Screwed Up Click ed è già abbastanza noto in ambito underground grazie ai due album più popolari del DJ.
Presto Flip fonda l'etichetta indipendente Suckafree assieme al manager "Humpty Hump" Hobbs, anch'esso rapper. Il primo lavoro che i due pubblicano sotto tale etichetta risale al 1998 col titolo di Hustlaz Stackin Endz; il progetto prende il nome dalla crew HSE, fondata da Flip assieme ai compagni A.P. e Redd, i quali partecipano anche loro al processo di registrazione. Allora Flip ha solo 17 anni. Il disco, che si diffonde più che altro per passaparola, vede in aggiunta i featuring di artisti quali Papa Rue, Lil' O e Big Hawk.
Due anni dopo segue The Leprechaun, altro album indipendente di Flip edito dalla Suckafree, che anticipato dal singolo I Can Do That spopola in tutta Houston (ma anche nel resto degli USA) per le radio black rivelandosi un grande successo underground e non solo (si dice che Lil' Flip abbia venduto un sacco di copie del disco solo distribuendole direttamente dal bagagliaio della sua auto). The Leprechaun raggiunge la posizione n.67 nella chart Top R&B/Hip-Hop Albums di Billboard e con oltre 100 000 copie vendute consacra Flip come uno dei rapper di Houston più importanti del momento, ma anche come uno dei primi artisti del southern rap che comincia in grande stile a farsi conoscere a livello nazionale, per tutti gli USA e non solo a Houston.

### L'incidente e "Undaground Legend" (2002)
Per il rapper segue un periodo di florida vendita di mixtape (circa 10, che nel giro underground vendono sulle 30 000 copie l'uno), ma anche tragico in quanto viene raggiunto a marzo a Houston da diversi colpi di arma da fuoco provenienti da una macchina in corsa (gli assalitori rimangono sconosciuti). Tuttavia riporta ferite non gravi, si riprende presto e stipula un contratto con la Sony Records, e in particolare con la Columbia Records (etichetta sussidiaria della prima). All'interno di tale contratto, la Suckafree gioca il ruolo di label distributrice.
Il 27 agosto 2002 esce allora Undaground Legend, vero e proprio album di debutto di Flip in quanto suo primo lavoro ad essere pubblicato sotto una major discografica. Il disco, sebbene non ottenga molta promozione dalla Loud Records, vende sulle 70 000 copie durante la prima settimana di debutto e nella metà di settembre raggiunge la posizione n.12 all'interno della Billboard 200 e la n.4 nella Top R&B/Hip-Hop Albums, per aggiudicarsi poi lo status di platino. All'album partecipano artisti importanti come Chamillionaire, David Banner, Bizzy Bone (questi a 2 tracce) e Juvenile (questi al remix del precedente singolo di successo I Can Do That). L'unico singolo estratto è The Way We Ball, che si piazza alla posizione n.69 della Hot R&B/Hip-Hop Songs. I riscontri e i pareri della critica sono molto favorevoli, la quale si esprime al riguardo dicendo che, se l'album fosse stato più pubblicizzato e altre canzoni fossero state pubblicate come singoli, avrebbe avuto ancora più successo, in tutto il resto del mondo.
Nel corso del 2003 Lil' Flip continua a produrre mixtape e collabora con i Three 6 Mafia e David Banner rispettivamente ai singoli Ridin' Spinners e Like a Pimp. Partecipa inoltre a una traccia di Chicken-n-Beer di Ludacris, Screwed Up, al remix di Can't Nobody di Kelly Rowland, Talk to Me sempre di David Banner, contenuta in MTA2: Baptized in Dirty Water e a Get Down di Yo Gotti, in Life.

### Il successo mainstream con "U Gotta Feel Me" (2004)
Il 2004 è un vero e proprio anno di svolta per l'artista. Il suo terzo lavoro, dal titolo U Gotta Feel Me, vede la luce il 30 marzo, sempre sotto la Sony Music e la Columbia Records. Se Undaground Legend era stato l'album di Flip più acclamato e apprezzato dalla critica, questo è sicuramente quello più di successo da un punto di vista prettamente commerciale: composto in due dischi e trainato dai singoli Game Over (Flip) e Sunshine, raggiunge appena 18 giorni dopo la posizione n.4 della Billboard 200 e nel primo giorno di maggio la n.2 nella Top R&B/Hip-Hop Albums, guadagnandosi ancora una volta il platino per più di un milione di copie vendute. Anche i singoli anzidetti ottengono un ottimo successo: Game Over (Flip) si classifica alla posizione n.15 della Billboard Hot 100 con lo status di platino e Sunshine alla n.2 della stessa classifica, con lo status d'oro. In più, i loro videoclip vengono massicciamente trasmessi su MTV e BET.
Riguardo alla sua nuova fatica, Flip dice:
Al disco partecipano Ludacris, i Three 6 Mafia, nuovamente David Banner, gli allora membri dei Dipset Cam'ron e Jim Jones, Baby D, Killer Mike, Pastor Troy e altri personaggi di punta. Dato il suo enorme successo, U Gotta Feel Me viene poi ripubblicato in versione Chopped and screwed, raggiungendo la posizione n.42 nella Top R&B/Hip-Hop Albums.
L'enorme incremento di popolarità che Flip ottiene con questo suo terzo album lo porta a partecipare ai singoli di diversi artisti, come Never Really Was di Mario Winans, Tear It Up di Yung Wun e il remix di Balla Baby di Chingy. A quel periodo risalgono anche i featuring in Boy di Nelly (tratta da Sweat), Welcome to the South di Young Buck (da Straight Outta Cashville), State Your Name, Gangsta di The Game (da Westside Story), Ballers dei Body Head Bangerz (da Body Head Bangerz: Volume One) e molti altri, persino quello nel remix di Naughty Girl di Beyoncé.

#### I problemi legali
Nel settembre dello stesso anno, il rapper e la Sony Music Entertainment sono soggetti a denuncia da parte della Namco per violazione di copyright: Lil' Flip avrebbe utilizzato nella sua hit Game Over suoni dei videogiochi Pac-Man e Ms. Pac-Man senza autorizzazione, pena una richiesta di risarcimento di oltre 10 milioni di dollari. La Namco reputa inoltre i contenuti della canzone (parolacce, pistole) pericolosi e lesivi per l'immagine della società stessa.
A novembre segue una nuova denuncia sempre per violazione del diritto d'autore, stavolta per uso non autorizzato di 3 melodie all'interno di Undaground Legend, di cui l'artefice sarebbe invero Tommy L. Granville, produttore e compositore della Louisiana. A essere messi sotto accusa stavolta, oltre che di nuovo Flip e la Sony BMG Music Entertainment, sono la Suckafree, il manager del rapper Estelle Douglass Hobbs, la Columbia Records, la Loud Records, la Lucky Publishing e la Hobbs Publishing, tutti condannati a pagare nell'insieme una multa di risarcimento di 150.000 dollari al legittimo autore. In particolare la Sony paga una multa aggiuntiva di 12.000 dollari per altre questioni inerenti a un'ordinanza della corte non rispettata.

### "I Need Mine": l'abbandono della Sony Records e il contratto con l'Asylum e la Warner Bros. Records (2005-2007)
Nel 2005 Lil' Flip continua a realizzare i suoi soliti mixtape (si ricordano di quell'anno The Freestyle Kings, Vol. 5: One for the Money, Da Bottom, Pt. 6 e Flip Side of Lil' Flip ), pubblica l'LP Kings of the South assieme a Z-Ro (che qualche tempo dopo verrà riproposto in versione rimasterizzata) ed è ospite in altri due singoli: Turn It Up di Chamillionaire (prodotto da Scott Storch e contenuto in The Sound of Revenge) e il remix di Draped Up di Bun B (prodotto da Salih Williams e contenuto in Trill. Al singolo partecipano anche Slim Thug, Paul Wall, Lil' Keke, Aztek, Mike Jones e Z-Ro). Proseguono inoltre i suoi featuring negli album ufficiali di altri artisti, quali fra i tanti Most Known Unknown dei Three 6 Mafia (Don't Cha Get Mad), Sweet James Jones Stories di Pimp C (Comin' Up), Let the Truth Be Told di Z-Ro (From the South), Money Is Still a Major Issue di Pitbull (il remix di Dammit Man).
È sempre nello stesso periodo che Flip si adopera inizialmente per far uscire I Need Mine, suo terzo album ufficiale, anticipato dai singoli What It Do (con la produzione e il featuring di Mannie Fresh) e You'z a Trick (prodotto da Salaam Remi). Il lavoro è finito ma la Sony Records si rifiuta di pubblicarlo all'ultimo minuto, memore delle cattive esperienze passate sul piano legale e in quanto stanca di essere coinvolta in scomode cause per violazione di copyright. Inoltre, il disco viene anticipatamente diffuso su internet prima dell'ufficiale data di uscita (allora programmata per il 2006), sempre da parte della Sony Music. Flip è quindi costretto contrariato a rompere il suo contratto con la casa discografica e ad andarsene, ma decide di tornare in studio a registrare ulteriore materiale per ampliare il progetto, precisamente ventuno nuovi brani, aspettando che una nuova label gli pubblichi il suo terzo album.
Mentre è impegnato in studio, nel 2006 Lil' Flip trova anche il tempo per collaborare con artisti come Young Jeezy (a Me Money presente in Tha Streets Iz Watchin), i Partners-N-Crime (a Don't Hate Me in Club Bangaz) e Mr. Capone-E (a Drop Top Chevy in Don't Get It Twisted). Con quest'ultimo pubblica anche l'LP Connected, che ottiene un discreto successo nelle charts.
I Need Mine viene definitivamente pubblicato il 27 marzo 2007 (precisamente più di due anni dopo) sotto la Asylum Records e la Warner Bros. Records. Il disco contiene 37 tracce suddivise in due CD, sedici appartenenti alla versione originaria dell'opera e appunto ventuno nuove. Raggiunge la posizione n.15 della Billboard 200 e la n.5 della Top R&B/Hip-Hop Albums. I nuovi singoli usati sono Ghetto Mindstate e I Get Money con Jim Jones (quest'ultimo vede nell'album il featuring di Rick Ross e quello di Jones nel videoclip); videoclip vengono realizzati per ulteriori tracce non ufficiali: Sorry Lil' Mama, I'm a Baller (Flip My Chips), Bust a Clip, Starched & Cleaned, The Souf.
Moltissimi artisti e produttori partecipano a I Need Mine, tra i primi più di spicco si ricordano Z-Ro, Big Pokey, Lil' Keke, MJG, Yukmouth, Nate Dogg, Collie Buddz, Mýa, Mike Jones e gli Underground Kingz.

#### Il processo per truffa e l'ultimo periodo del 2007
L'8 giugno 2007 Lil' Flip acquista un biglietto aereo da Baltimora a Houston pagando secondo le autorità con carta di credito intestata ad un'altra persona, Jordan Salinger, il quale nega di aver autorizzato la transazione. Viene per questo denunciato per truffa, ma si dichiara innocente sostenendo che il biglietto è stato acquistato da un terzo, un certo Kevin Frank. Questi nega di aver effettuato l'acquisto e anche di conoscere il rapper, tanto più che si viene a scoprire che il biglietto è stato prenotato telefonicamente a nome "Wesley", nome di battesimo di Flip. Lil' Flip allora si costituisce e viene quasi subito pubblicato dopo aver pagato una cauzione di 2000 dollari. Due mesi dopo verrà dichiarato dalla corte non colpevole.
Nel corso restante del 2007 Lil' Flip non smette di dedicarsi ai suoi mixtape, ai quali presta più attenzione che alle "guest appereances" negli album dei suoi colleghi, la più importante delle quali è forse quella in King of tha Ghetto: Power di Z-Ro a Lovely Day, cui partecipa anche Big Shasta, cugino dello stesso Flip. Cosa più importante, il 6 novembre esce Still Connected, LP che Lil' Flip realizza assieme a Mr. Capone-E (seguito del precedente Connected, pubblicato un anno prima) e che raggiunge la posizione n.68 nella Top R&B/Hip-Hop Albums.

### L'anno 2008
Il 2008 (anno attivo per il rapper) comincia per Flip con la pubblicazione nel mese di marzo, sotto la Real Talk Entertainment, dell'album indipendente All Eyez on Us, realizzato con Young Noble degli Outlawz. Il disco ottiene scarsi risultati all'interno della Billboard 200, mentre raggiunge una discreta posizione n.31 all'interno della Top R&B/Hip-Hop Albums. Cominciano già a circolare le voci su Ahead of My Time, quarto atteso album ufficiale di Flip, che ha date di pubblicazione ancora assai precarie e incerte.
Nello stesso periodo collabora con Lil' Scrappy a due brani del suo secondo album Prince of the South (che esce due mesi dopo, a maggio), You Trippin' e The World Is Mine. Il rapper Smoothvega lo chiama anche a partecipare al suo singolo Joyride. Infine, Flip realizza i mixtape Lil' Flip presents Lootenant: Second in Charge e King of Houston.
Il lavoro più interessante di questo 2008 è sicuramente il mixtape Fly as We Wanna Be, Vol.1, che pone il debutto dei due giovani rapper Yung Stet e Ages the Great, protetti di Flip e componenti della DreamTeam Entertainment anche conosciuta come DTE.
Altro album che Flip pubblica in quell'anno è Still Connected, Pt. 3, il terzo realizzato con la collaborazione di Mr. Capone-E.

### "Respect Me" e "Underground Legend 2" (2009)
Il 29 maggio del 2009 segue Certified, altro album indipendente edito dalla Real Talk Entertainment che Flip realizza stavolta con Gudda Gudda, artista della Young Money Entertainment. Come si può notare, in particolare la copertina e la qualità delle canzoni ricalcano proprio quelle del precedente All Eyez on Us, persino il numero di tracce, che in entrambi gli album sono 14. Certified non riesce però per nulla a classificarsi.
Sebbene Lil' Flip ultimamente sia stato soggetto a un calo di popolarità e abbia messo da parte la sua carriera di rapper per dedicarsi più intensamente a quella di produttore, l'idea di un futuro quarto album, Ahead of My Time, non è stata accantonata. Lo scorso anno lui ha parlato in lungo e in largo del disco, che nel frattempo ha subito continui e indeterminati rinvii in quanto gli ultimi progetti di Flip non sono andati molto bene e l'interesse nei suoi confronti è calato. Perciò egli ha bisogno di promozione per pubblicare il suo quarto album.
Il 29 settembre esce Respect Me, sotto la High Powered Entertainment, la E1 Entertainment e naturalmente la Clover G Records (che Flip aveva fondato nel 2004 dopo aver lasciato la Suckafree a causa di dissidi con Hump Hobbs). Flip descrive l'album come "L'album prima dell'album", nel senso che suo scopo principale è appunto quello di creare interesse su Ahead of My Time. In esso si riscontrano sia sonorietà south, proprie del Lil' Flip di sempre, sia altre completamente nuove, pop rap e più melodiche e bilanciate, solo apparentemente inusuali, segno che l'artista vuole dedicarsi chiaramente a qualcosa di nuovo. Il cambiamento di stile lo si riscontra anche dai featuring: a parte Kokane, artista West Coast rap conosciuto, vi sono nomi del tutto nuovi: Eden, Jay Townsend, Ceven e Bobby Moon. L'unico singolo estratto è The #1 Fly Boy realizzato assieme a Towsend, accompagnato dal rispettivo videoclip. Tuttavia vengono realizzati video anche per molte altre tracce dell'album (I'm Still On, I Got 2 Be, I'm Back).
Lil' Flip non si accontenta, produce un sacco di altro materiale e soli 3 mesi dopo, precisamente il 24 dicembre, ecco Underground Legend 2, album che viene pubblicato solo su iTunes. Per il nuovo lavoro si ripropongono in parte i classici featuring di C-Note, Big Shasta e Big T, ma per i beat si seguono le orme di quello precedente, come si nota da She Like My Swagger, l'unico singolo, in collaborazione nuovamente con Bobby Moon.
Da segnalare che nel 2009 Lil' Flip ha regolarmente pubblicato altri mixtape: Return of Da #1 Flyboy, How the King Was Crowned, Vol. 1, Best of the Freestyle King, Vol. 1 & 2 e Reasonable Clout (il titolo di quest'ultimo allude a Reasonable Doubt, famoso album di Jay-Z).

### "Ahead of My Time" (2010)
Respect Me e Underground Legend 2 non sono il quarto e il quinto album ufficiali dell'artista, ma due "street album" che l'artista lanciò per promuovere quello che a quanto pare è il suo a lungo aspettato e discusso quarto album ufficiale, Ahead of My Time, che viene finalmente pubblicato l'anno dopo, il 6 luglio 2010, sotto la Clover G Records, dopo innumerevoli posticipi durati per più di 2 anni. Già da molto prima furono realizzati videoclip per i teorici singoli di Ahead of My Time: Kim Kardashian e Deep in the South, i quali tuttavia non hanno visto la luce nella tracklist finale dell'album; di Heartbreaker con Eeden e Sean Thomas, singolo invece presente, è stato realizzato un video. Ognuna di queste canzoni non è riuscita minimamente a entrare in chart.
Purtroppo Ahead of My Time non ottiene per nulla il successo tanto ambito, vendendo solo 205 misere copie durante la prima settimana dall'uscita , un flop clamoroso. Proprio per questo Lil' Flip asserirà tempo dopo che il lavoro, visti gli scarsi risultati conseguiti non sarà più considerato come il suo quarto album in studio ma come uno dei suoi tanti album indipendenti, alla pari di The Leprechaun (tanto più che esso è stato pubblicato sotto la Clover G Records, etichetta appunto indipendente).
Gli unici ospiti di prestigio presenti nel disco sono Chamillionaire e Gudda Gudda, i restanti sono artisti di nicchia come il solito Jay Townsend, Big Hollis, A-Dub, David Crayton e altri. Un videoclip per il secondo singolo, 50 in My Pinkyrang con Chamillionaire e Gudda, viene pubblicato il 17 luglio  Archiviato il 24 luglio 2011 in Internet Archive., ma in esso appare solo Gudda.

#### Altri lavori
A seguito del tremendo terremoto di Haiti del 12 gennaio 2010, Lil' Flip come molti altri artisti si è sentito in dovere di scrivere una canzone in onore delle vittime, e l'ha fatto rappandola sul beat di Feel It in The Air di Beanie Sigel e intitolandola allo stesso modo. Già nel 2007 il rapper aveva dimostrato spirito solidale componendo una canzone per omaggiare le vittime del Massacro al Virginia Polytechnic Institute, una cover di Time After Time di Cyndi Lauper.
Il 23 febbraio Lil' Flip pubblica Most Requested, il suo quarto album in collaborazione con Mr. Capone-E, sempre sotto l'etichetta di quest'ultimo Hi-Power (da non confondere con la High Powered Entertainment, etichetta fondata invece da John Silva).
Il 1º giugno esce Anythang, singolo di Chingy a cui Flip partecipa, presente nel quarto album Success & Failure. Per l'occasione, Chingy e Lil' Flip tornano a collaborare assieme dopo sei anni; la volta prima era stata infatti nel 2004, al remix di Balla Baby.

### Il nuovo, ufficiale quarto album in studio (2011)
Lil' Flip è attualmente alla ricerca di una major sotto cui pubblicare il suo quarto album in studio, per far sì questa volta che esso abbia veramente successo, conscio del passato cattivo tentativo fatto con Ahead of My Time sotto etichetta indipendente. In rete sta girando il possibile nuovo singolo Take You Down, col featuring di Drake.

## Rapporti con altri rapper

### Stretti collaboratori
Oltre ai compagni della Screwed Up Click, Lil' Flip ha trovato durante la sua carriera intensi e assidui compagni di lavoro in molti altri suoi colleghi, ospitandoli dapprima nei suoi album e poi facendo reciprocamente featuring nei loro, e viceversa.

#### David Banner (2002-2004)
Famoso è l'affiatamento tra i due. Le prime collaborazioni risalgono a Undaground Legend, a Get Crunk e What Ya'll Wanna Do. L'anno dopo, nel 2003, Banner chiamò Flip a partecipare a tre suoi brani, in ordine cronologico: Bout Our Money (dall'album promozionale Undaground Vol. 1), Like a Pimp (da Mississippi: The Album; questa traccia venne pubblicata come singolo ed ottenne molto successo) e Talk to Me (da MTA2: Baptized in Dirty Water). Nel 2004 Flip invitò Banner a fare due apparizioni anche nel secondo album U Gotta Feel Me, in Represent e Ain't No Nigga.
Da segnalare che Lil' Flip e David Banner parteciparono tutti e due assieme a loro volta, sempre nel 2004, a Welcome to the South di Young Buck e a Tear It Up di Yung Wun.
Banner e Flip decisero allora di fare anche un album assieme, dal titolo Mr Laidback and Mr Crunk, ma di questo progetto non se ne fece più nulla.

#### Three 6 Mafia (2003-2006)
Anche il gruppo di Memphis è noto per aver lavorato molto con il rapper di Houston. Nel 2003, il successo di Like a Pimp di David Banner cui Flip aveva partecipato portò il gruppo a pubblicare con quest'ultimo il singolo Ridin' Spinners, presente nell'album Da Unbreakables, in cui figura un'altra traccia col featuring di Lil' Flip, Rainbow Colors. In U Gotta Feel Me l'anno successivo Flip ricambiò il favore a DJ Paul e Juicy J ospitandoli in Represent e ancora, nel 2005 i Three 6 Mafia registrarono con Flip il brano Don't Cha Get Mad, che venne poi incluso in Most Known Unknown; sempre nel corso del 2005, Lil' Flip volle i Three 6 Mafia in una traccia anche del suo terzo album I Need Mine, 3,2,1, Go!. Infine, nel 2006 i Three 6 Mafia chiamarono Flip a collaborare al remix di Poppin' My Collar, sempre presente in Most Known Unknown.

#### Ludacris (2003-2004)
Ludacris per primo volle lavorare con Lil' Flip e lo fece nel 2003, a Screwed Up contenuta in Chicken-n-Beer. L'anno seguente in U Gotta Feel Me fu invece l'altro a chiamare Ludacris, il quale in I Came to Bring the Pain si portò dietro anche Tity Boi, rapper dell'etichetta Disturbing tha Peace fondata dallo stesso Ludacris.

#### Young Buck (2002-2004)
I due assieme hanno realizzato significativa roba. Intorno al 2002 Buck registrò con Flip Fuck tha Game, traccia contenuta nell'album non ufficiale Born to Be a Thug. Nel 2004 rivorrà Flip per un featuring di maggior prestigio all'interno di Straight Outta Cashville, in Welcome to the South; Flip contraccambierà realizzando con Buck (e anche Bun B) uno dei due remix di Game Over (Flip), remix che verrà dato il suo successo pubblicato sotto forma di CD singolo.
Verso l'inizio del 2003 entrambi i rapper furono scelti da Kelly Rowland per partecipare al remix di Can't Nobody, ma separatamente (il remix con Lil' Flip è il più noto dei due); nel 2006 apparirono invece assieme in Let's Ride di Shady Ray, contenuta in Gangsta Movement.
Lil' Flip e Young Buck insieme hanno inoltre composto un freestyle sulla base di I Got 5 on It dei Luniz (il cui tema portante è il fumo di marijuana) e rappato in un altro freestyle sulla base di Love Me di Eminem, dal titolo So Wrong. In più altre 2 canzoni, We Gon Ride e Street Niggaz.

#### The Game (2004)
The Game fu il secondo artista G-Unit, dopo Young Buck, con cui Flip collaborò all'epoca, ospitandolo nel secondo remix di Game Over (Flip) (a cui partecipa anche Snoop Dogg). Game di suo permise a Flip di partecipare lo stesso anno al suo album promozionale Westside Story, alla traccia State Your Name, Gangsta.
Flip e Game hanno entrambi fatto invece featuring nel remix di Certified Gangstas di Jim Jones (2003) e Stunt 187 di DJ Green Lantern (2004).

#### The Diplomats (2003-2004, 2007)
È datato 2003 un mixtape dal titolo Superball Weekend che i Diplomats, crew allora composta prevalentemente dai tre rapper Cam'ron, Juelz Santana e Jim Jones, realizzarono con la collaborazione di pochi membri della Clover Geez, ma soprattutto con Lil' Flip. Molte delle tracce di tale mixtape sono state negli anni seguenti ripubblicate in continuazione in altri mixtape e compilation firmate Dipset, fino al 2008 (come ad esempio Bust Ya Gunz (o Bust Your Pistoles) e Hustle Hard di Cam'ron entrambe col featuring di Lil' Flip e il remix di Certified Gangstas di Jim Jones, che in aggiunta alla collaborazione di Lil' Flip vede quelle di The Game e Bezel).
Nel 2004 Flip volle a sua volta Cam'ron e Jim Jones tra gli ospiti di U Gotta Feel Me, rispettivamente in I Know e Ya'll Don't Want It.
Lil' Flip ritornò a fare musica con Jim Jones nel 2007, realizzando il singolo I Get Money tratto da I Need Mine (nell'album il brano reca però il featuring di Rick Ross e non di Jim Jones; la versione con Jones è quella unicamente usata per il videoclip del singolo).
Jim Jones ha inoltre fatto un cameo nel videoclip di Flip Sunshine, sempre nel 2004.

#### Chamillionaire (2002, 2005-2010)
Chamillionaire è l'artista nelle cui canzoni Lil' Flip è apparso di più. I due si ospitano a vicenda nei propri lavori praticamente da sempre e le loro collaborazioni durano ancora oggi. L'ultima risale infatti al 2010 ed è 50 in My Pinky Ring di Flip, traccia di Ahead of My Time prodotta da Essay Potna e alla quale ha contribuito anche Gudda Gudda.
Lil' Flip ha lasciato che Chamillionaire apparisse in tre dei tre album studio finora pubblicati, Undaground Legend, I Need Mine e appunto Ahead of My Time, rispettivamente in U See It, Playa 4 Life e 50 in My Pinkyrang. Reciprocamente Chamillionaire, quando pubblicò nel 2005 il suo primo album The Sound of Revenge, realizzò con Flip il singolo di debutto Turn It Up. Tra le altre tracce più importanti di Chamillionaire col contributo di Lil' Flip si ricordano True, Come Down e Platinum Starz (tutte del 2005), 2 Real (2008) e Track Wrecka (2009), tutte presenti in mixtape, ma ve ne sono molte altre che sono state pubblicate nel corso del tempo.
Chamillionaire ha inoltre fatto un cameo nel videoclip di Flip You'z a Trick, sempre nel 2005.

#### Yukmouth (2004-2005)
Yukmouth, rapper della West Coast proveniente da Oakland, fece sì che Lil' Flip contribuisse alla realizzazione di uno solo dei suoi lavori, il DVD United Ghettos of America Vol. 2 del 2004. Lil' Flip, assieme a moltissimi altri artisti quali Lil Jon, Jazze Pha, Fat Joe, la Westside Connection, Nelly, Bun B, Kurupt e Dru Down, fa un'apparizione nel DVD. L'anno seguente Lil' Flip lavorò con Yukmouth in due occasioni: sia a Kings of the South (album di gruppo che Flip realizzò con Z-Ro) in Get It Crunk, che in I Need Mine in Still Ballin.
Da segnalare che Get It Crunk è anche presente nel mixtape di Yukmouth Lord of War, ma che in realtà non si tratta di una canzone sua ma appunto di un brano di Lil' Flip e Z-Ro col featuring di Yukmouth.

#### Destiny's Child (2003-2004)
Lil' Flip è uno dei pochi rapper del South a potersi vantare di aver lavorato nel tempo con il prestigioso gruppo femminile delle Destiny's Child, precisamente con due di loro, Kelly Rowland e Beyoncé. Entrambe lo vollero nei remix dei loro singoli: la Rowland in uno fra i tanti di Can't Nobody (2003), mentre Beyoncé in quello di Naughty Girl (2004). Lil' Flip ha asserito in una recente intervista che in particolare queste due esperienze di lavoro hanno fatto sì che lui maturasse molto nella sua carriera di rapper.

## Discografia

### Album in studio
- 2000 - The Leprechaun
- 2002 - Undaground Legend
- 2004 - U Gotta Feel Me
- 2007 - I Need Mine
- 2010 - Ahead of My Time